# Рояковский сельский совет Харьковской области
Рояковский сельский совет — входит в состав Кегичевского района Харьковской области Украины.
Административный центр сельского совета находится в селе Рояковка.

## История
- 1959 — дата образования.

## Населённые пункты совета
- село Рояковка
- село Гутыревка
- село Дальнее
- село Софиевка